# Iyabo Akanmu
Iyabo Akanmu (* 12. August 1968) ist eine nigerianische Tischtennisspielerin. Sie nahm an den Olympischen Spielen 1988 teil.

## Werdegang
1987 siegte Iyabo Akanmu bei den Afrikaspielen im Einzel, Bronze holte sie im Doppel mit Keni Amuare und im Mixed mit Abas Ekun. Auch 1991 gewann sie bei den Afrikaspielen zwei Silbermedaillen, im Doppel mit Bose Kaffo und im Mixed mit Sule Olaleye.
Bei den Olympischen Spielen 1988 in Seoul trat Iyabo Akanmu im Einzel- und Doppelwettbewerb an, in beiden Disziplinen erreichte sie nicht die Hauptrunde. Im Einzel blieb sie sieglos und musste fünf Niederlagen hinnehmen, was zum geteilten letzten Platz 41 führte. Im Doppel mit Kuburat Owolabi gewann sie einmal und verlor sechs Spiele, damit kam sie auf Platz 13.
1992 wurde Iyabo Akanmu Afrikameisterin im Doppel mit Okenla Kehinde.

## Spielergebnisse bei den Olympischen Spielen
- Olympische Spiele 1988 Einzel in Vorgruppe H[4]
  - Siege: -
  - Niederlagen: Hong Cha-ok (Südkorea), Csilla Bátorfi (Ungarn), Olga Nemes (Bundesrepublik Deutschland), Jacqueline Díaz (Chile), Mirjam Kloppenburg (Niederlande)
- Olympische Spiele 1988 Doppel mit Kuburat Owolabi in Vorgruppe A[5]
  - Siege: Nadia Bisiach/Kerri Tepper (Australien)
  - Niederlagen: Flyura Bulatova/Olena Kovtun (Sowjetunion), Gordana Perkučin/Jasna Fazlić (Jugoslawien), Csilla Bátorfi/Edit Urbán (Ungarn), Chang Hsiu-Yu/Lin Li-Ju (Taiwan), Mok Ka Sha/Hui So Hung (Hongkong), Hyun Jung-hwa/Yang Young-ja (Südkorea)